# Guatteria riparia
Guatteria riparia este o specie de plante angiosperme din genul Guatteria, familia Annonaceae, descrisă de Robert Elias Fries. Conform Catalogue of Life specia Guatteria riparia nu are subspecii cunoscute.